# Magnus Brenner
Mårten Magnus Wilhelm Brenner, född 21 maj 1843 i Helsingfors, död 24 april 1930, var en finländsk botaniker. Han var far till Widar Brenner.
Brenner blev lärare vid Helsingfors lyceum 1868 och var rektor vid Helsingfors realskola 1873–1896. Han företog en mängd resor i Finland och var tillsammans med Hampus Wilhelm Arnell botanisk deltagare i Adolf Erik Nordenskiölds expedition till Jenisej 1876. Hans vetenskapliga produktion berörde floristik och botanikens historia. Brenner ägnade ett stort intresse åt det kritiska släktet Hieracium. Bland hans skrifter märks Observationer rörande den nordfinska floran under 18:de och 19:de seklen (1897–1900) och Bidrag till kännedomen om lichenologien i Finland 1673–1896 (1894–1896).